# Method Man & Redman
Method Man & Redman (poznati i kao Red & Meth, Meth & Red, Doc & Meth ili Mr. Mef & Funk Doc) su američki hip hop duo kojeg su 1994. godine osnovali Method Man iz grupe Wu-Tang Clan i Redman iz grupe Def Squad na Staten Islandu, New Yorku. Method Man i Redman maju potpisan ugovor s diskografskom kućom Def Jam Recordings kao samostalni izvođači i kao grupa. Zajedno su snimili mnogo pjesama sve dok 1999. godine nisu objavili debitantski studijski album Blackout! koji je dobio mnoge pohvale. Drugi album Blackout! 2 su objavili tek nakon deset godina koji je također bio uspješan. Trenutno rade na trećem albumu Blackout! 3 koji treba biti objavljen 2012. godine.

## Diskografija

### Studijski albumi
- Blackout! (1999.)
- Blackout! 2 (2009.)
- Blackout! 3 (2012.)

### Miksani albumi
- DJ Green Lantern presents: Lights Out (2009.)

### Soundtrack albumi
- How High (2001.)

## Vanjske poveznice

### Službene stranice
- Službena stranica

### Profili
- Method Man & Redman na Allmusicu
- Method Man & Redman na Discogsu
- Method Man & Redman na Yahoo! Musicu